# Flecista z Hameln

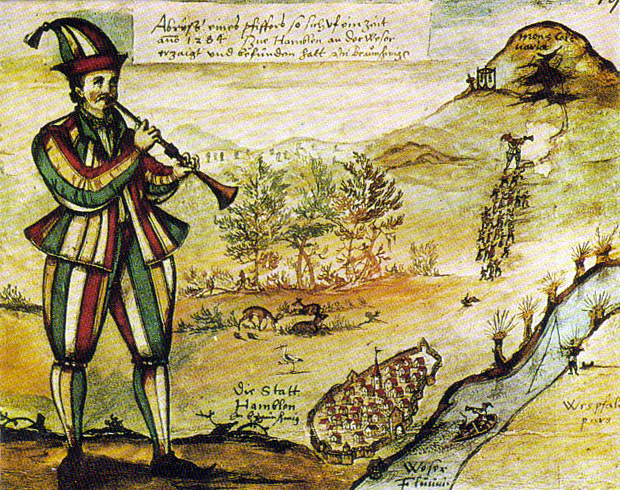
Flecista (Szczurołap) z Hameln, kopia witrażu z kościoła Marktkirche w Hameln (według Reisechronik Augustina von Moersperga z 1592 r.) – akwarela

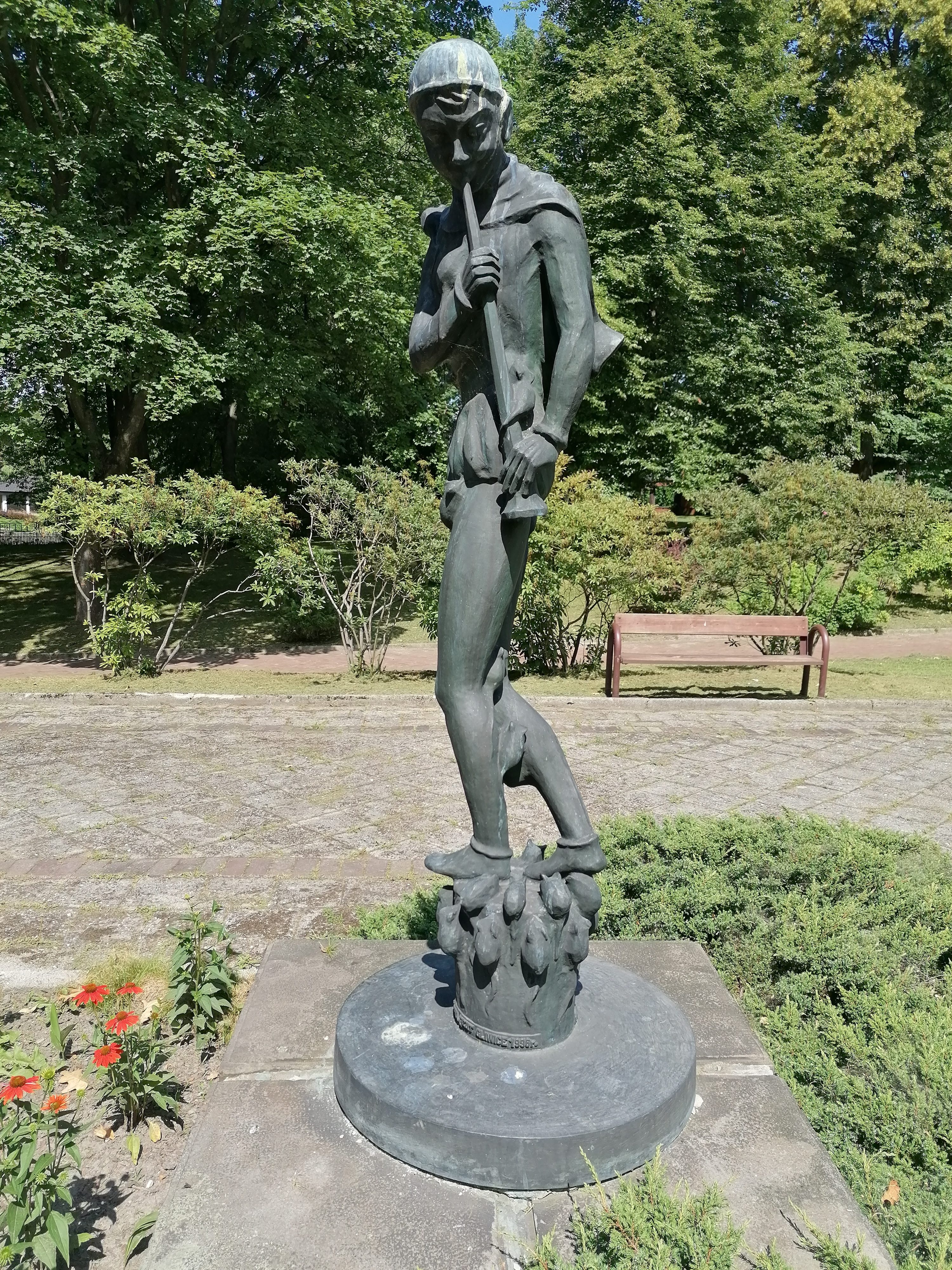
Kopia Szczurołapa autorstwa Richarda Zutta w zoo w Chorzowie

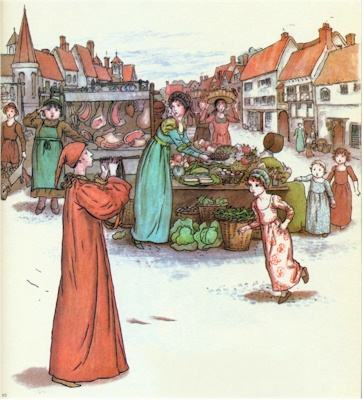
Rycina Kate Greenaway do utworu The Pied Piper of Hamelin Roberta Browninga, 1888 r., wyd. Frederick Warne And Co., London & New York

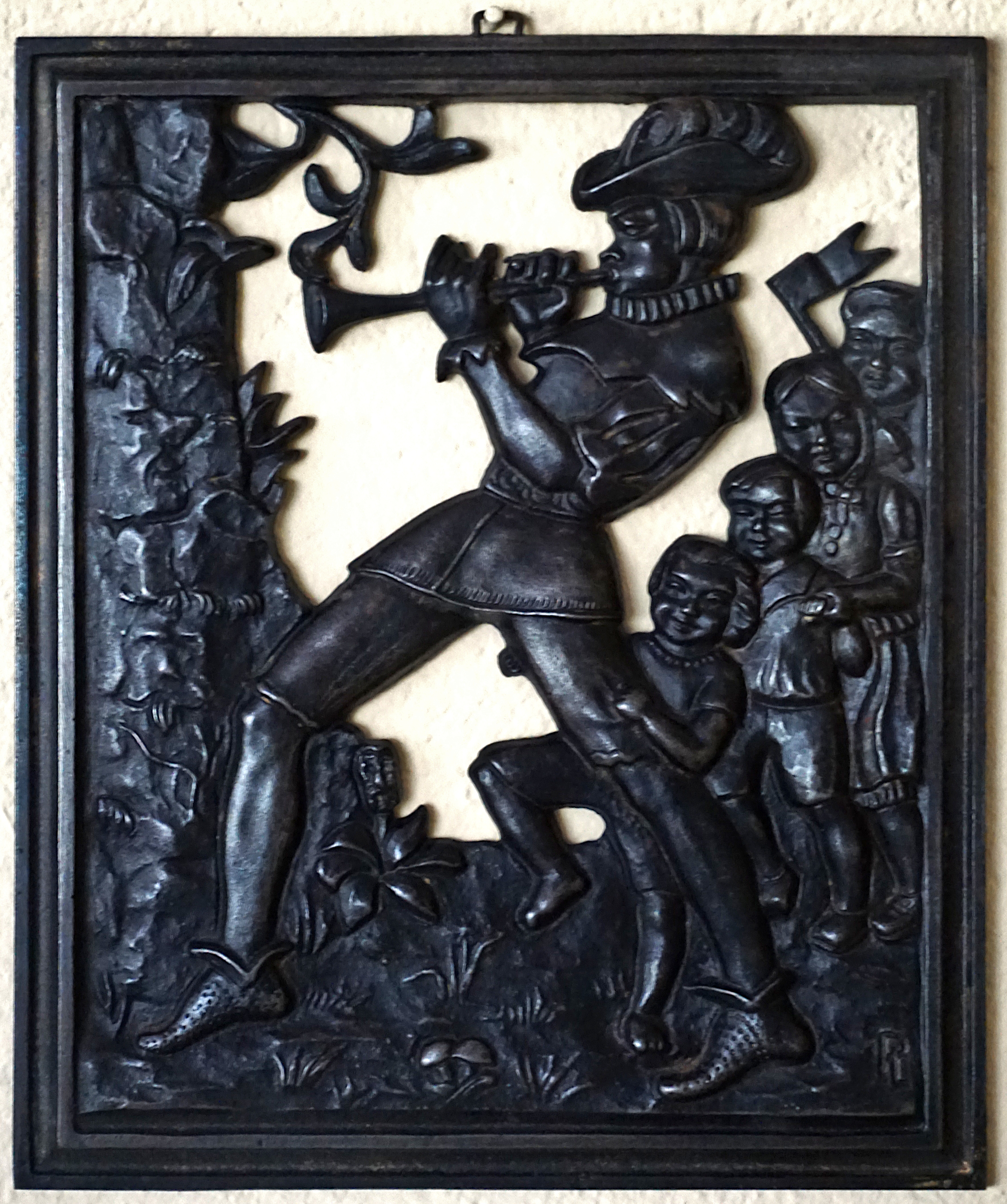
Flecista (Szczurołap) z Hameln. Plakietka naścienna odlana w Królewskiej Odlewni Żeliwa w Gliwicach

Flecista z Hameln lub Szczurołap z Hameln (niem. Der Rattenfänger von Hameln) – podanie ludowe spisane między innymi przez braci Grimm, przetłumaczone na 30 języków świata, opowiadające o wydarzeniach, jakie miały się wydarzyć 26 czerwca 1284 w mieście Hameln.

## Legenda
Według legendy w 1284 roku dolnosaksońskie miasto Hameln w Niemczech nawiedziła plaga szczurów. Wynajęty przez mieszkańców szczurołap za pomocą muzyki płynącej z cudownego fletu wywabił szczury, które następnie utopiły się w Wezerze. Gdy po wykonanej pracy odmówiono szczurołapowi obiecanej zapłaty za pozbycie się gryzoni, ten w podobny sposób wyprowadził w nieznane wszystkie dzieci z Hameln.
Wśród racjonalnych tłumaczeń pochodzenia legendy jest między innymi hipoteza związana z epidemią dżumy, choroby, jak sądzono, roznoszonej przez szczury, ponieważ niedaleko Hameln odkryto masowy grób z połowy XIV wieku zawierający kilkaset szkieletów dzieci.

## Wpływ
W odcinku serialu Dawno, dawno temu, „Nasty Habits” (sezon 3, odcinek 4) wykorzystano motyw Flecisty z Hameln i połączono go z postacią Piotrusia Pana. Piotruś sprowadzał porzucone i osamotnione dzieci do siebie, a za pomocą magii zabierał je do Nibylandii, dając początek grupie „Zagubionych Chłopców”.
W serialu telewizyjnym Dolina Krzemowa Flecista z Hameln był inspiracją dla nazwy firmy prowadzonej przez bohaterów.
W Sadze o Ludziach Lodu pojawia się motyw Flecisty z Hameln. W tomie 16. „Kwiat Wisielców” bohaterowie poznają legendę szczurołapa i odkrywają, że jest ona ściśle powiązana z ich przodkiem Tengelem Złyn.
Film animowany The Electric Piper jest luźno oparty na tym podaniu ludowym.

## Literatura piękna
- Achim von Arnim: Der Rattenfänger von Hameln. Mein allererstes Märchenbuch. Karl Müller, Köln 2004. ISBN 3-89893-910-3.
- Barbara Bartos-Höppner: Der Rattenfänger von Hameln (opowiadanie ilustrowane rycinami Annegert Fuchshuber). Wien: Annette Betz Verlag. ISBN 3-219-10282-4.
- Bracia Grimm: Baśnie. 2005, ISBN 83-7327-665-3.
- Wilhelm und Jakob Grimm: Deutsche Sagen, 1816/1818. 2 Bde. Sage Nr. 245 (Die Kinder zu Hameln) & 246 (Der Rattenfänger). Berlin: Der Nicolaische Verlag 1891, s. 169–171. ISBN 0-405-10097-3.
- Jacek Gutry: Zaczarowany flet (opowiadanie z ilustracjami Bogusława Orlińskiego). Warszawa: Wyd. MEA 2001. ISBN 83-88626-49-3.
- Aleksander R. Michalak, Denar dla Szczurołapa, Wyd. Replika 2018. ISBN 978-83-7674-703-3.

## Literatura badawcza
- Marco Bergmann: Dunkler Pfeifer – Die bisher ungeschriebene Lebensgeschichte des „Rattenfängers von Hameln”, BoD, 2. Auflage 2009, ISBN 978-3-8391-0104-9.
- Hans Dobbertin: Quellensammlung zur Hamelner Rattenfängersage. Schwartz, Göttingen 1970.
- Hans Dobbertin: Quellenaussagen zur Rattenfängersage. Niemeyer, Hameln 1996 (erw. Neuaufl.). ISBN 3-8271-9020-7. (autor łączy opuszczenie miasta przez dzieci z wymarszem hrabiego Nicolausa von Spiegelberga na tereny Pomorza oraz wschodniego wybrzeża Bałtyku)
- Stanisław Dubiski: Ile prawdy w tej legendzie?. [W:] „Wiedza i Życie”, Nr 6/1999.
- Radu Florescu: In Search of the Pied Piper. Athena Press 2005. ISBN 1-84401-339-1.
- Norbert Humburg: Der Rattenfänger von Hameln. Die berühmte Sagengestalt in Geschichte und Literatur, Malerei und Musik, auf der Bühne und im Film. Niemeyer, Hameln 2. Aufl. 1990. ISBN 3-87585-122-6.
- Peter Stephan Jungk: Der Rattenfänger von Hameln. Recherchen und Gedanken zu einem sagenhaften Mythos. [W:] „Neue Rundschau”, Nr. 105 (1994), H.2, S. 67–73.
- Ullrich Junker: Rübezahl – Sage und Wirklichkeit. [W:] „Unser Harz. Zeitschrift für Heimatgeschichte, Brauchtum und Natur”. Goslar, Dezember 2000, S. 225–228.
- Wolfgang Mieder: Der Rattenfänger von Hameln. Die Sage in Literatur, Medien und Karikatur. Praesens, Wien 2002. ISBN 3-7069-0175-7.
- Heinrich Spanuth: Der Rattenfänger von Hameln. Niemeyer Hameln 1951.
- Izabela Taraszczuk: Die Rattenfängersage: zur Deutung und Rezeption der Geschichte. [W:] Robert Buczek, Carsten Gansel, Paweł Zimniak (Hrsg.) Germanistyka 3. Texte in Kontexten. Zielona Góra: Oficyna Wydawnicza Uniwersytetu Zielonogórskiego 2004. S. 261–273. ISBN 83-89712-29-6.
- Jürgen Udolph: Zogen die Hamelner Aussiedler nach Mähren? Die Rattenfängersage aus namenkundlicher Sicht. [W:] Niedersächsisches Jahrbuch für Landesgeschichte 69 (1997), 125-183. ISSN 0078-0561.